# Aérateur de fond
Pour les articles homonymes, voir Aérateur.
Dans un réservoir artificiel d'eau ou dans un plan d'eau manquant d'oxygène, un aérateur de fond ou aérateur hypolimnique permet d'assurer un maintien de la demande biochimique en oxygène (DBO) des eaux profondes par entraînement d'air depuis l’atmosphère, sans pour autant perturber le gradient thermique naturel du plan d'eau. La zone benthique demeure aérobie : la dissolution de phosphates s'en trouve fortement diminuée et la minéralisation des sédiments est plus rapide.
Un retour d'expérience de plusieurs années a montré qu'il est possible, par des mesures techniques adaptées, d'assurer toute l'année des conditions aérobies dans les fonds aquatiques, et de rétablir efficacement l'équilibre biochimique des lacs.

## Le problème de l'eutrophisation
Si la stagnation estivale entraîne une prolifération des nutriments organiques, les lacs dimictiques souffrent d'un déficit d'oxygène en eau profonde. L'accroissement des apports de matière organique se traduit d'abord par une concentration plus élevée en phosphate, d'où une croissance incontrôlée des algues et corrélativement une demande biochimique en oxygène (DBO) plus forte dans la zone benthique. Ce phénomène peut aller jusqu'à épuiser l'oxygène gazeux dissous en profondeur et rendre les fonds anaérobies.
Dans des conditions anaérobies, de nouvelles espèces bactériennes prennent le relais : elles ne font qu'accélérer le processus de décomposition chimique dans les sédiments. Il se dégage du sulfure d'hydrogène (H2S), et la couche d'eau profonde se charge en ammoniaque (NH3), en fer, en manganèse et développe une teneur toxique en sulfure d'hydrogène.
Non seulement l’hypolimnion devient hostile à toute forme de vie, mais le milieu est le siège d'une libération accrue des phosphates des sédiments dans le milieu aquatique, et cette forte teneur en phosphore se maintiendra jusqu'à la prochaine inversion thermique, à l'automne. Ces dégradations de la qualité de l'eau représentent un sérieux problème pour la distribution d'eau potable depuis les barrages-réservoirs, compte tenu des valeurs-seuil de potabilité de l'eau en vigueur. L'aération de fond peut permettre de lutter contre ce processus.

## Techniques d'aération de fond
Les aérateurs de fond, ou déversoirs en tulipe, sont constitués d'un ou plusieurs déflecteurs conçus pour oxygéner la lame d'eau déversante ; d'une tête de dégazage permettant de soustraire les gaz dissous de l'eau ré-oxygénée, et d'un ou plusieurs puits verticaux par lesquels l'eau de surface va être entraînée pour régénérer l'eau des fonds. Il est possible d'équiper les déflecteurs de décanteurs permettant de récolter les matières organiques à mesure que l'eau est régénérée. Les aérateurs peuvent être aussi bien montés sur flotteurs que submersibles.

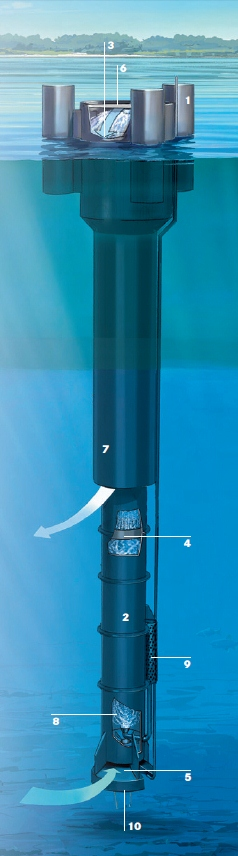
Montage, fonction et composants d'un aérateur de fond.

### Technologie
L’air atmosphérique est absorbé par des reniflards et injecté dans l’eau par des capillaires radiaux et horizontaux.
Le mélange d'eau et d'air, par sa densité moindre, tend à remonter vers la surface (principe de l'airlift) et entraîne l’eau de fond au-dessus de la zone d’injection. C’est ce phénomène de convection qui permet de renouveler l'eau des fonds et de la repousser vers les lits d’eau supérieurs,. Au sommet de la colonne verticale, le mélange bouillonne au contact de l’air libre dans une tête de dégazage, qui permet de débarrasser l’eau enrichie en oxygène des gaz hydrogénés (essentiellement H2S, NH3 et CH4), relargués vers l’atmosphère. Ensuite l’eau aérée retombe dans un puits vertical et est libérée dans l’hypolimnion selon un écoulement laminaire horizontal, bien au-dessus de la bouche de prise. Il y a pour cela une géométrie optimale, déterminée par des calculs d’hydrodynamique couplés à l’équation de diffusion.

### Composants
1. Flotteur
2. Colonne d'aspiration (télescopique)
3. Déflecteur-aérateur
4. Mélangeur statique
5. Bouche de prise
6. Crépine
7. Colonne de rejet, concentrique à la colonne d'aspiration
8. Injecteur d'air
9. Pompe échangeur à éjecteur
10. Ballast d'air

### Matériel
Il est possible de fabriquer des aérateurs de fond en polyéthylène (PE), en polypropylène (PP), en acier traité ou dans un alliage Al/Mn. Leur flottabilité et leurs meilleures propriétés font toutefois préférer les thermoplastiques (PE, PP) résistants au rayonnement ultraviolet, à l'érosion et au gel.

### Performances
Les aérateurs de fond sont très divers et recouvrent une très grande plage de performances : apports d'oxygène allant de 1,5 à 60 kg/h, une profondeur opérationnelle comprise entre 5 et 50 m et un débit volumétrique compris entre 600 et 7 500 m3/h. Les priorités en termes de régénération de l'eau conditionnent le choix des caractéristiques à adopter. Les bénéfices attendus d'un aérateur de fond peuvent être :
- le maintien du caractère aérobie de la zone benthique, rendue favorable aux poissons et autres espèces supérieures[4],[5] ;
- la réduction des matières organiques en suspension[1] ;
- l’inhibition de la synthèse de sapropèle, favorable à la synthèse d'ammoniaque et de sulfure d'hydrogène toxique[1] ;
- une diminution des coûts de production d'eau potable[1] ;
- le traitement des eaux benthiques par des défloculants.

#### Maintien de la potabilité des eaux d'un réservoir
C'est surtout dans la potabilisation des eaux de retenue d'un barrage que les aérateurs de fond permettent de grandes économies et une simplification notable du dispositif de traitement de l'eau.
Comme dans les lacs de retenue l'ouvrage de prise se trouve bien au-dessus des eaux profondes, l'amélioration de la qualité de l'hypolimnion exerce une influence directe sur le cycle de traitement. Compte tenu des valeurs-seuil de potabilité, il faut veiller aux paramètres et aux aspects décrits dans les sections qui suivent : pH, Fe, Mn, matière organique. 

##### Le pH et la corrosion
Le pH de l'eau potable doit être compris entre 6,5 et 9,5. Les pH qui s'écartent de la neutralité (pH compris entre 6,5 et 7,5) posent un problème majeur, car ils sont responsables d'une eau corrosive : une eau légèrement acide (pH compris entre 4 et 6,5) va attaquer non seulement les conduites en acier galvanisé (Fe/Zn), mais aussi celles en cuivre et en asbeste-ciment, sans oublier la dissolution des anciens tuyaux en plomb responsables des intoxications par le saturnisme. On parle alors de corrosion acide. L'expérience montre que les conduites en acier galvanisé non-revêtues ne résistent qu'à des pH supérieurs à 7,3 : en deçà de ce seuil, il y a dissolution de la couche protectrice de  zinc et l'acier se corrode. Les eaux naturellement froides, riches en sels et gaz dissous, sont en général légèrement basiques : elles favorisent la fixation du dioxyde de carbone (CO2) dissout par carbonatation et une couche protectrice de carbonate de calcium (CaCO3) se forme à l'intérieur des canalisations, limitant le contact des métaux avec l'eau.
Des pH encore plus alcalins (pH entre 9 et 14) favorisent la corrosion par l'oxygène dissous. Pour éviter aussi bien les attaques acides que l'oxydation, l'eau de distribution est tamponnée au moyen d'ions bicarbonates (HCO3–). L'effet stabilisateur sur le pH de l'aération de l'eau profonde peut permettre de limiter le tamponnage de l'eau potable et ainsi de diminuer les coûts d'exploitation pour la société de distribution.

##### Sur-concentrations de fer et de manganèse
Les seuils de concentration admissibles en fer et manganèse pour l'eau potable sont de 200 µg/l et de 50 µg/l respectivement. Quoique ces oligo-éléments soient indispensables à l'eau potable, il n'en reste pas moins qu'une concentration trop importante est considérée, pour des raisons aussi bien techniques qu'hygiéniques, comme problématique. Dans les eaux anoxiques, fer et manganèse se libèrent sous forme de cations, qui confèrent à l'eau une teinte jaunâtre. Si l'on apporte de l'oxygène dans une telle eau, le fer et le manganèse précipitent sous forme d'oxydes ferriques rouges et d'oxydes manganiques noirs, créant une turbidité particulière avec transport de particules de rouille. Ces précipités peuvent se fixer à l'intérieur des conduites d'adduction, donc diminuer leur diamètre, et abraser les armatures. Par ailleurs, le goût de l'eau est altérée à partir d'une teneur en fer supérieur à 0,3 mg/L et de teneurs en manganèse dépassant 0,5 mg/L.
L'aération des eaux profondes permet de rétablir les conditions aérobies de l’hypolimnion et assure une oxydation et une précipitation des composés ferreux et manganeux, en amont des usines de traitement de l'eau. Elle permet donc de réduire significativement les coûts de déferrisation et d'exploitation.
La concentration et la mobilité du fer conditionnent même fortement la maîtrise de la teneur en phosphate. Les ions ferreux diffusés par les lits sédimentaires anaérobies sont oxydés à l'interface entre les sédiments (anaérobies) et l'eau aérobie et viennent ainsi enrichir la couche de sédiment supérieure. Plus le flux est important, plus cette interface aérobie sera efficace pour bloquer la diffusion des phosphates.

##### Matières en suspension et sapropèle
Comme mentionné précédemment, l'aération des eaux profondes permet dans une large mesure de maîtriser la concentration des matières en suspension (MES). Des conditions aérobies favorisent le cycle nitrification-dénitrification, ce qui contribue à la libération d'azote (N2) par le milieu. L’oxydation chimique et microbienne de substances sous forme réduites, telles le sulfure d'hydrogène (H2S) et le méthane (CH4) peuvent favoriser la transformation de la matière organique et ainsi empêcher la formation de sapropèle. Des conditions aérobies en eau profonde empêchent, par action oxydante, le relargage de phosphates des sédiments et contribuent à faire chuter la concentration en phosphore libre. Ainsi l'aération de fond diminue de façon importante les coûts de traitement de l'eau, en évitant une phase de dénitrification ou en diminuant la quantité de floculants à injecter.

### Conception et mise en œuvre
La mise en œuvre d'un aérateur comporte plusieurs phases différentes. La première étape doit toujours être une reconnaissance bathymétrique des fonds, afin d'apprécier le contexte morphologique et les exigences qui en résultent, et même de déterminer le meilleur emplacement pour l'appareil. Une implantation raisonnée nécessite diverses séries de mesures de paramètres tels la concentration en matières organiques, le gradient thermique, le pH et les variations temporelles de la teneur en oxygène dissout, afin d'intégrer aux calculs la vitesse du courant, les flux et la composition des  matières en suspension (MES) dans l'hypolimnion.

### Exemples d'aérateurs opérationnels

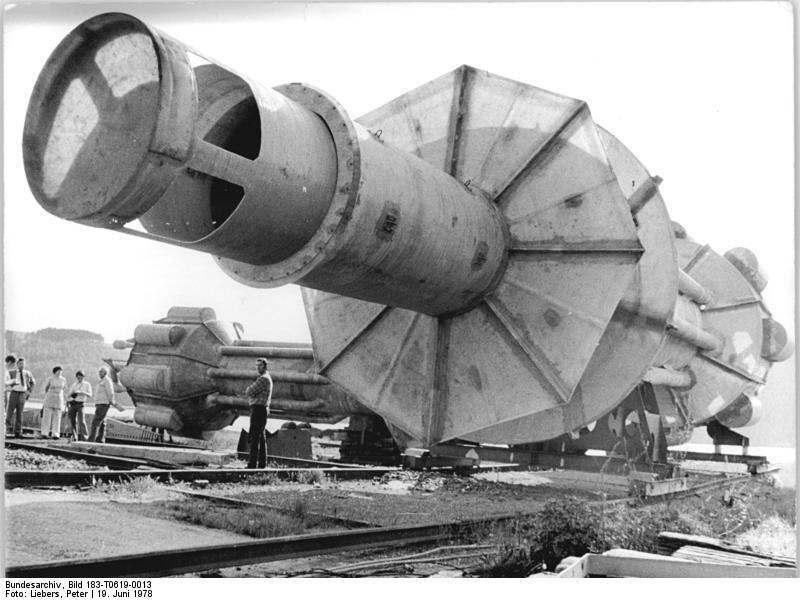
Aérateurs en tulipe de type "Schönbrunn" sur le barrage de Bleiloch (1978)

- Barrage de l'Aabachtal (Paderborn, Westphalie)
- Achimsee (Winsen, Basse-Saxe)
- Auensee (Leipzig, Saxe)
- Lac de plaisance de Bensheim (Bensheim, Hesse)
- Lac de plaisance de Gernsheim (Gernsheim, Hesse)
- Barrage de Bleiloch (arrondissement de Saale-Orla, Thuringe)
- Port de Kiel (Schleswig-Holstein)
- Brennsee (Villach, Autriche)
- Eichbaumsee (Allermöhe, Hambourg)
- Lac Esterhazy (Eisenstadt, Autriche)
- Port de Flensbourg (Schleswig-Holstein)
- Lac de plaisance de Walldorf (Walldorf, Bade-Wurtemberg)
- Lac de Fühling (Cologne, Rhénanie du Nord)
- Lac de Glambeck (Neustrelitz, Mecklembourg-Poméranie)
- Heidesee (Forst, Bade-Wurtemberg)
- Barrage de Heilenbeck (vallée de l'Ennepe, Rhénanie du Nord)
- Étang de Kahrteich à Vienne (Autriche)
- Krupunder See (Pinneberg, Schleswig-Holstein)
- Lago di Terlago (Trentin, Italie)
- Barrage de Lazberc (Bánhorváti, Hongrie)
- Lagoa das Furnas (Furnas, Portugal)
- Muggesfelder See (Segeberg, Schleswig-Holstein)
- Poviestsee (Warthe, Brandebourg)
- Runstedter See (Braunsbedra, Saxe-Anhalt)
- Lac de Sacrow (Potsdam, Brandebourg)
- Schlesersee (Carpin, Mecklembourg-Poméranie)
- Schmaler Luzin (Feldberg, Mecklembourg-Poméranie)
- Barrage de Schönbrunn (arrondissement de Hildburghausen, Thuringe)
- Lac de plaisance de Sodenmatt (Brême)
- Lac de Steinbrunn (Autriche)
- Étang de Tilgteich à Vienne (Autriche)
- Barrage de Wahnbachtal (Siegburg, NRW)
- Waldsee (Forst, Bade-Wurtemberg)
- Lac de Watzelsdorf (Watzelsdorf, Autriche)